# Ꞥ
Ꞥ (minúscula: ꞥ) es una letra derivada de la combinación de la letra latina N y una barra inscrita. Hasta 1921, se utilizó en la ortografía letona para representar la /ɲ/ nasal palatina dura. Se sustituyó por la Ņ (N con cedilla).

## Codificación
Está representado en Unicode por:
- U+A7A4 Ꞥ Latin capital letter n with oblique stroke
- U+A7A5 ꞥ Latin small letter n with oblique stroke